# Banda ISM
Una banda ISM (Industrial, Scientific, Medical) és un segment de l'espectre radioelèctric reservat internacionalment per a l'ús d'aplicacions no comercials en els àmbits de la indústria, la ciència i la medicina. En l'actualitat aquestes bandes han estat popularitzades pel seu ús en comunicacions WLAN (ex. Wi-Fi) o WPAN (ex. Bluetooth). L'ús d'aquestes bandes de freqüència és obert a tothom sense necessitat de llicència, respectant les regulacions que limiten els nivells de potència transmesa. Aquest fet força que aquest tipus de comunicacions hagin de ser tolerants a errors i que utilitzin mecanismes de protecció contra interferències, com tècniques d'eixamplat d'espectre (vegeu RR 15.13). Les bandes ISM van ser definides per la Unió Internacional de Telecomunicacions en l'article 5 (punts 5.138 i 5.150) de les Regulacions Ràdio (RR).

## Propietats
- Les bandes ISM són definides pel reglament de radiocomunicacions de la ITU (article 5) però hi ha diferents normes per països.
- Al EUA les bandes ISM estan reglamentades per la FCC, les bandes amb llicència per la part 18 i les bandes sense llicència per la part 15.
- A la CE estan regulades per l'ETSI.
- Exemple d'assignació de freqüències :

| Rang de freqüències   | Tipus | Disponibilitat       | Descripció                                                     |
| --------------------- | ----- | -------------------- | -------------------------------------------------------------- |
| 6.765 MHz 6.795 MHz   | A     | Cal acceptació local | Servei mòbil i fix                                             |
| 13.553 MHz 13.567 MHz | B     | Arreu                | Servei mòbil i fix llevat servei aeronàutic                    |
| 26.957 MHz 27.283 MHz | B     | Arreu                | Servei mòbil i fix llevat servei aeronàutic                    |
| 40.66 MHz 40.7 MHz    | B     | Arreu                | Servei fix i mòbil i servei esploració terrestre via satèl·lit |
| 433.05 MHz 434.79 MHz | A     | Cal acceptació local | Servei amater i radiolocalització                              |
| 902 MHz 928 MHz       | B     | Cal acceptació local | Servei mòbil i fix llevat servei aeronàutic                    |
| 2.4 GHz 2.5 GHz       | B     | Arreu                | Servei mòbil i fix, radiolocalització, amater i satèl·lit      |
| 5.725 GHz 5.875 GHz   | B     | Arreu                | Servei mòbil i fix, radiolocalització, amater i satèl·lit      |
| 24 GHz 24.25 GHz      | B     | Arreu                | Servei mòbil i fix, radiolocalització, amater i satèl·lit      |
| 61 GHz 61.5 GHz       | A     | Cal acceptació local | Servei mòbil i fix, radiolocalització, amater i satèl·lit      |
| 122 GHz 123 GHz       | A     | Cal acceptació local | Servei mòbil i fix, radiolocalització, amater i satèl·lit      |
| 244 GHz 246 GHz       | A     | Cal acceptació local | Servei mòbil i fix, radiolocalització, amater i satèl·lit      |

Tipus A : cal llicència d'algun organisme oficial.
Tipus B : no cal llicència.